# Micenas

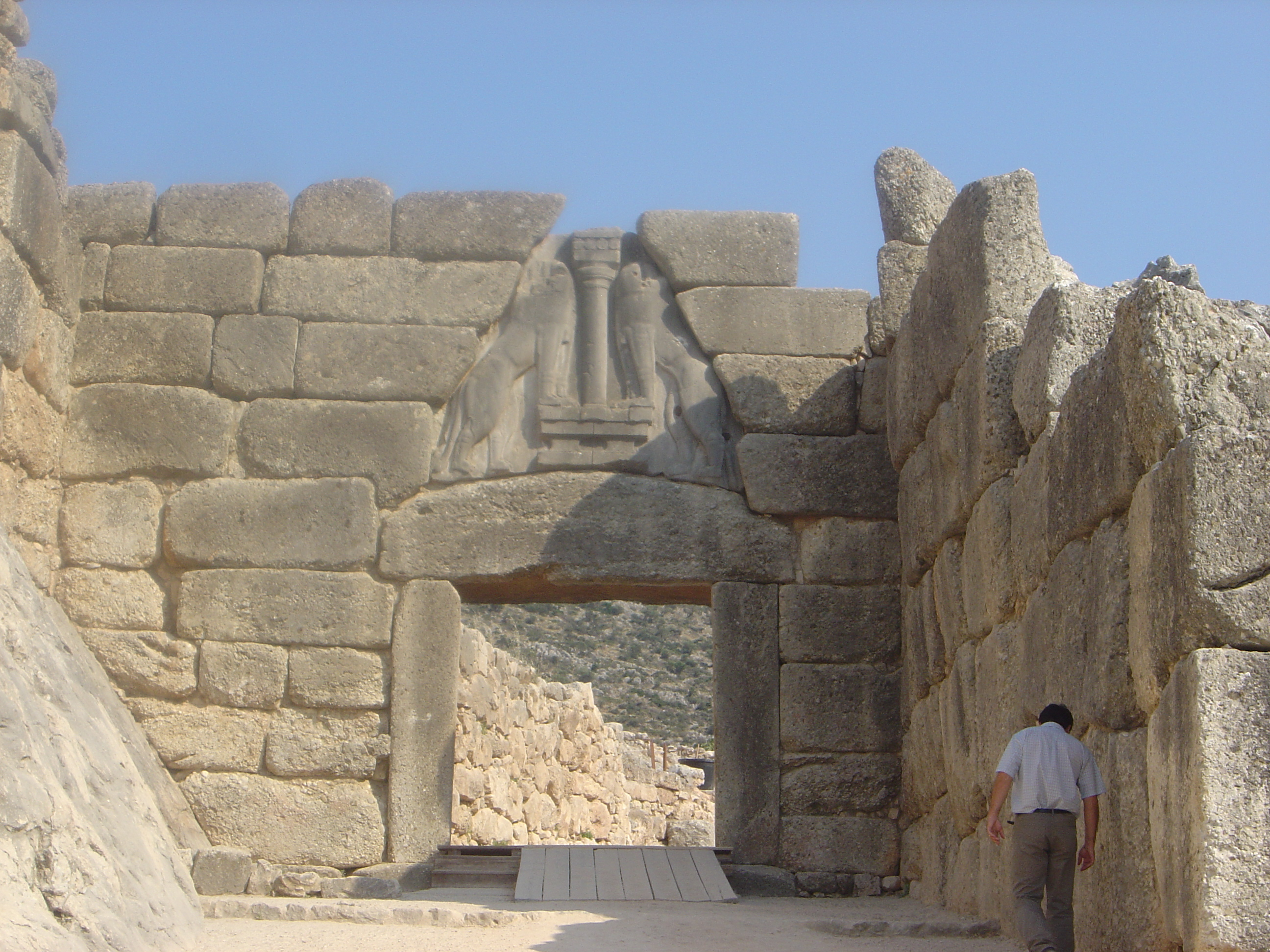
A Porta do Leão, em Micenas

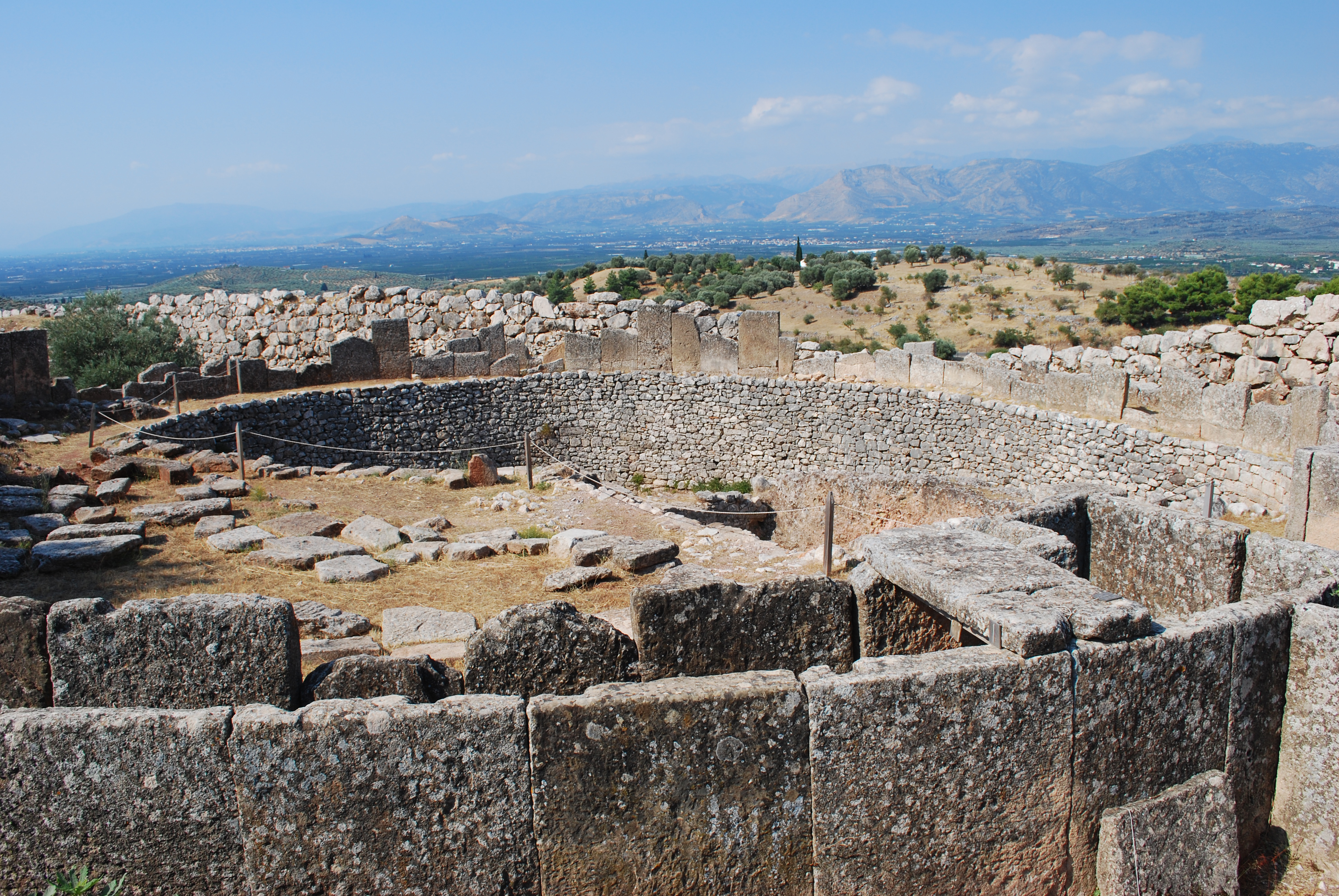
Círculo tumular A, em Micenas

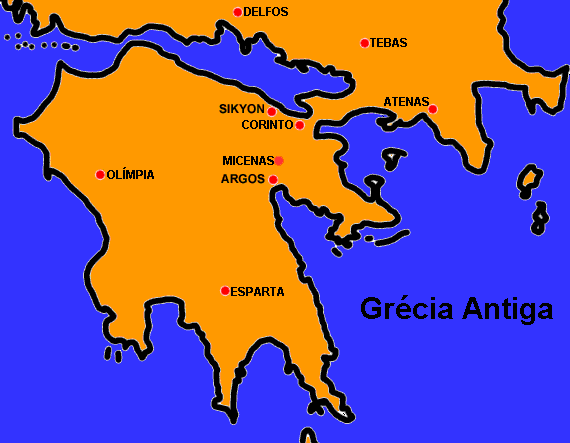
Mapa parcial da Beócia, Ática e o Peloponeso, mostrando a posição de Micenas

Micenas (AFI: [/my'ke:nai/], em grego moderno Μυκήνες AFI: [/mi'cines/]), é um sítio arqueológico na Grécia, localizado cerca de 90 km a sudoeste de Atenas, no nordeste do Peloponeso. Argos fica a 11 km para sul; Corinto, 48 km para norte. Do monte onde se localiza o palácio, avista-se a Argólida até o golfo Sarónico.
No segundo milênio a.C., Micenas foi um dos maiores centros da civilização grega e uma potência militar que dominou a maior parte do sul da Grécia. O período da história de cerca de 1600 a cerca de 1100 a.C é chamado Micénico em reconhecimento à posição de liderança de Micenas.

## Nome
O nome micénico  reconstituído do sítio é Mukānai, que é uma forma vocabular no plural, tal como Athānai (Atenas). A mudança de ā para ē é uma mudança fonética do ático tardio para o jónico.
Ainda que a cidadela tenha sido construída por Gregos, o nome não é considerado grego, sendo antes um dos muitos locais pré-Gregos herdados por emigrantes Helenos. John Chadwick sustentava que nomes como Mukanai derivam, certamente de uma ou mais línguas desconhecidas, anteriormente faladas na Grécia. As línguas pré-gregas mantêm-se desconhecidas, mas não há evidências que permitam excluí-las da superfamília Indo-Europeia.

## Micenas na mitologia grega

### Dinastia Perseida
Segundo a mitologia grega, Micenas teria sido fundada por Perseu, neto do rei Acrísio de Argos, pela sua filha, Dânae. Tendo matado acidentalmente o seu avô, Perseu não herdou o trono de Argos. Em contrapartida, procedeu à troca de domínios com o seu primo, Megapentes, que ficou com Argos enquanto que Perseu passou a reinar em Tirinte, tendo, posteriormente, procedido à fortificação de Micenas.
Perseu, casado com Andrómeda, depois de ter tido dela vários filhos, entrou em guerra com Argos, onde foi morto por Megapentes. O seu filho, Electrião, viu a sucessão disputada pelos Táfios, filhos de Ptérelas. Estes reclamavam para si o trono por pertencerem à linhagem dos Perseidas através do seu bisavô Mestor, irmão de Eléctrion. Como este último não abdicou aos interesses dos Táfios, estes vingaram-se procedendo ao roubo de grande parte dos rebanhos reais, que levou os filhos de Eléctrion a entrar num combate que resultou na morte de todos os contendores. Eléctrion decidiu, então, seguir para a guerra, confiando a sua filha Alcmena ao seu sobrinho Anfitrião, que lhe havia resgatado as cabeças de gado. Anfitrião, contudo, mata acidentalmente o seu tio e é obrigado a purificar-se do seu acto, seguindo para o exílio.
O trono passou para Esténelo, o terceiro na dinastia e filho de Perseu. Este abriu caminho para a futura grandeza ao casar com Nícipe, uma filha do rei Pélope de Élis, o mais poderoso estado da região, na altura. Com esta, teve um filho, Euristeu, o quarto e último rei da Dinastia Perseida. Quando um filho de Héracles, Hilo, matou Esténelo, Euristeu tornou-se conhecido pela inimizade que passou a votar a Héracles e à violenta perseguição aos Heráclidas, os descendentes de Héracles. Estes últimos, que identificar-se-iam com o povo dórico, reclamavam para si o trono de Micenas, pelo que Euristeu determinou-se em aniquilá-los e, em consequência, procuraram refúgio em Atenas. No curso da guerra, Euristeu foi morto juntamente com todos os seus filhos. A dinastia Perseida via chegar o seu fim. O povo de Micenas decide, então, colocar o tio materno de Euristeu, Atreu, um Pelópida, no trono.

### Dinastia Átrida

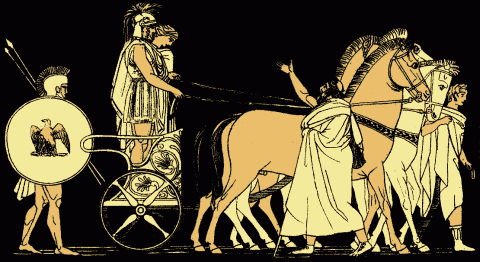
O regresso de Agamémnon

O povo de Micenas tinha sido aconselhado por um oráculo a escolherem o novo rei de entre alguém dos Pelópidas. Os dois pretendentes eram Atreu e o seu irmão, Tiestes. Este foi o inicialmente escolhido. Mas, na sequência desta escolha, o sol percorreu o céu em sentido inverso, pondo-se a Este. Atreu aproveitou o fenómeno para argumentar que, tal como o caminho do sol tinha sido invertido, também a eleição o deveria ser. O argumento foi tido em conta e Atreu tornou-se rei. O seu primeiro acto foi perseguir Tiestes e toda a sua família - isto é, os seus próprios familiares, mas Tiestes conseguiu escapar.
Segundo a lenda, Atreu tinha dois filhos, Agamémnon e Menelau, os Átridas.  Egisto, filho de Tiestes, matou Atreu e restaurou o reinado de seu pai. Com a ajuda do Rei Tíndaro de Esparta, os Átridas conseguiram, contudo, levar Tiestes de novo para o exílio. Tíndaro, por sua vez, tinha duas filhas, Helena e Clitemnestra, que casaram, respectivamente, com Menelau e Agamémnon. Este último herdou Micenas e Menelau tornou-se rei de Esparta.

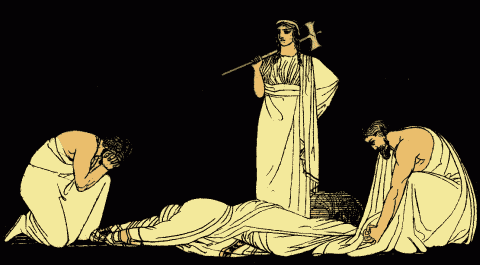
O assassinato de Agamémnon

Pouco depois destes acontecimentos, Helena fugia de casa do seu marido com Páris de Troia.  Agamémnon conduziu, então, uma guerra de 10 anos contra Troia no intuito de a reaver para seu irmão. Devido à falta de vento, o navio de guerra onde deveria seguir a Troia não saía praticamente do porto, o que levou-os a chamar um oráculo para esclarecer o que estava acontecendo. O oráculo esclarece que quando Agamemnon matou um cervo em uma floresta sagrada e se gabou de ser o melhor caçador, desagradou Ártemis e como punição Agamémnon deveria sacrificar a sua filha mais velha Ifigênia em seu altar. Clitemnestra é enganada para trazer a filha com a promessa de que ela casaria com Aquiles. Ao descobrir a trama Ifigênia, diante da revolta do exército, aceita se sacrificar. A deusa da caça, Ártemis, substituiu-a, sobre ao altar, no último momento, por uma corça, levando Ifigênia para Táurida para ser sua suma sacerdotisa. Tendo as divindades ficado satisfeitas com tal sacrifício, os ventos começaram a soprar de novo e a frota partiu para Troia.
Conta ainda a lenda que a longa e árdua Guerra de Troia, ainda que tivesse sido, nominalmente, uma vitória para os Gregos, trouxe consigo a anarquia, pirataria e ruína para os povos envolvidos. Mesmo antes da partida da frota grega para Troia, o conflito provocou divisões entre os próprios deuses, acarretando consigo maldições e actos de vingança em torno dos heróis gregos. Depois da guerra, Agamémnon, no seu regresso, foi recebido com todas as honras, sendo de seguida morto durante o banho por Clitemnestra, que o odiava desde a altura em que este tinha ordenado o sacrifício da sua filha, Efigénia, ainda que esta se tenha salvo posteriormente.  Clitemnestra foi ajudada no seu crime por Egisto, que reinou em seguida, mas Orestes, filho de Agamémnon, conseguiu fugir para a Fócida, de onde voltou, já adulto, para assassinar Egisto e Clitemnestra. De seguida, fugiu para Atenas para fugir da justiça devido ao matricídio, passando por uma fase de loucura. Entretanto, o trono de Micenas passou para Aletes, filho de Egisto, mas não por muito tempo. Ao recuperar a sanidade, Orestes voltou a Micenas e matou-o, recuperando o trono.
Orestes construiu, então, um dos maiores estados do Peloponeso, mas morreu com a dentada de uma cobra, na Arcádia.  O seu filho, Tisâmeno, o último da dinastia Átrida, foi morto pelos Heráclidas no seu regresso ao Peloponeso. Estes reclamavam o direito dos Perseidas de herdar os vários reinos do Peloponeso e sortear o seu domínio. Quaisquer que sejam as realidades históricas reflectidas nestas histórias, os Átridas estavam firmemente estabelecidos na época próxima do fim da Era Heróica, com a chegada dos Dóricos. Não existem histórias estabelecidas sobre qualquer casa real em Micenas depois dos Átridas, o que pode reflectir o facto de que não terão passado pouco mais que cinquenta a sessenta anos desde a queda de Troia VII (que teria inspirado a Troia homérica) e a queda de Micenas.

### Os Átridas na Ásia Menor
De facto, houve um eclipse total do sol no mar Egeu a 5 de março de 1223 a.C., que poderia ter levado os Atreus a interpretarem-no como a inversão natural do curso do sol, como se tivesse posto a oriente, de acordo com a lenda. Esta data não resolve todos os enigmas levantados pela narrativa mitológica.
Uma data posterior está relacionada com a Guerra de Troia, que poderia estar, nesse caso, realmente relacionada com Troia VII. Os Perseidas terão estado no poder cerca de 1340, altura de que data a base de uma estátua de Kom el-Heitan no Egito, em memória do itinerário de uma embaixada egípcia ao mar Egeu no tempo de Amenófis III. Aceitando que M-w-k-i-n-u, uma das cidades visitadas, correspondia a Micenas, este é um raro documento a referir a cidade, pertencente aos "Tanaja", identificados com os Dânaos citados por Homero, cujo nome proviria de Dânae, mãe de Perseu, o que sugere que os Perseidas tinham alguma forma de domínio sobre a região do Egeu.
Também no século XIV a.C há notícia dos problemas causados pelos Ahhiya a vários reis do Império Hitita. Ahhiyawa ou Ahhiya, termos que ocorrem algumas vezes em várias tábuas hititas ao longo deste século, corresponderia provavelmente a Achaiwia, forma reconstruída do grego micénico para designar a Acaia. Os Hititas não usavam o termo Danaja, como faziam os Egípcios, ainda que a primeira referência aos Ahhiya nos "Pecados de Madduwatta" preceda a correspondência entre Amenófis III e um dos sucessores de Madduwatta em Arzaua, Tarunta-Radu. As fontes externas correspondentes ao Heládico Tardio IIIA:1 concordam, contudo, na omissão de qualquer grande rei ou outra qualquer estrutura unificadora além de Tanaja / Ahhiya.
Por exemplo, em "Os Pecados de Maduata", Attarissiya, o "homem de Ahhiya" (i.e. o seu governante), ataca Maduata e repele-o do seu território. Este obtém refúgio e ajuda militar do grande rei Hitita Tudália. Depois da morte deste último e no reinado do seu filho, Arnuanda, Maduata alia-se a Attarissiya e, juntamente com outro governante, atacam Alaxia, ou seja, Chipre.
Esta é a única ocorrência documental de alguém com o nome de Attarissia. As tentativas de relacionar o nome a Atreu não têm sido suportadas pela comunidade científica, nem existe qualquer evidência de qualquer Pelópida chamado Atreu por esta altura.
Durante o Heládico Tardio LHIIIA:2, Ahhiya, já conhecido como Ahhiyawa, estendeu a sua influência até Mileto, fixando-se na costa da Anatólia, tendo competido com os Hititas pela influência e controlo da Anatólia Ocidental. Por exemplo, por Uhha-Ziti de Arzaua e, através dele, pela região do Rio Seha de Manapa-Tarhunta. Ainda que estabeleçam a credibilidade dos Micénicos enquanto poder histórico, estes documentos levantam tantos problemas quanto os que resolvem.
De forma semelhante, um rei hitita escreveu a chamada "Carta de Tawagalawa" para o grande rei dos Ahhiyawa, sobre os danos causados por um aventureiro de nome Piyama-Radu, de Luwiyan. Nenhum dos nomes desses grandes reis está, de facto, estabelecido, podendo o rei hitita ser Muwatalli II ou o seu irmão Hattusili III, o que fará datar a carta para o Heládico Tardio LHIIIB, segundo os padrões Micénicos. Mas nem na lenda de Atreu nem na de Agamémnon se faz referência a quaisquer irmãos chamados Etewoclewes (Etéocles), nome que, contudo, está associado a Tebas que, durante o precedente período do Heládico Tardio, LHIIIA, Amenófis III considerava igual a Micenas.
Noutros documentos, Muwatalli II (que reinou de 1296–1272 a.C.) firma um tratado com Alaksandu (possivelmente Alexandre, eventualmente identificado como Páris), rei de Uilussa (Ílio ou Troia); e noutro documento refere-se a Uilussa jurando por Apaliuna (Apolo). Mas o Alaksandu do tratado referido não poderia, de acordo com a lenda, ser rei da cidade atacada por Agamenão, já que tal honra pertenceria a Príamo.

## História

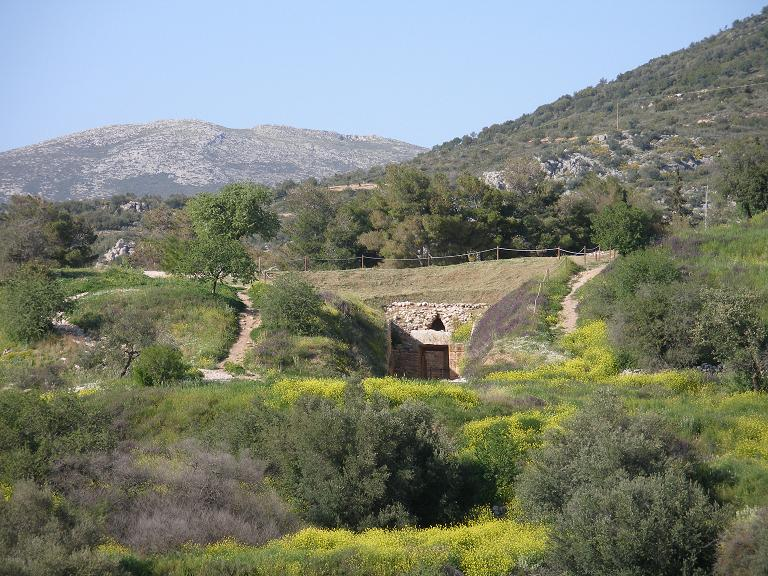
O túmulo de Egisto, no exterior das muralhas da cidadela

### Neolítico
Deste período foram apenas encontrados e datados alguns fragmentos de cerâmica dispersos em entulho revolvido, referentes a antes de 3500 a.C. O sítio foi habitado, mas a estratigrafia ficou deveras comprometida com as construções posteriores.

### Idade do Bronze

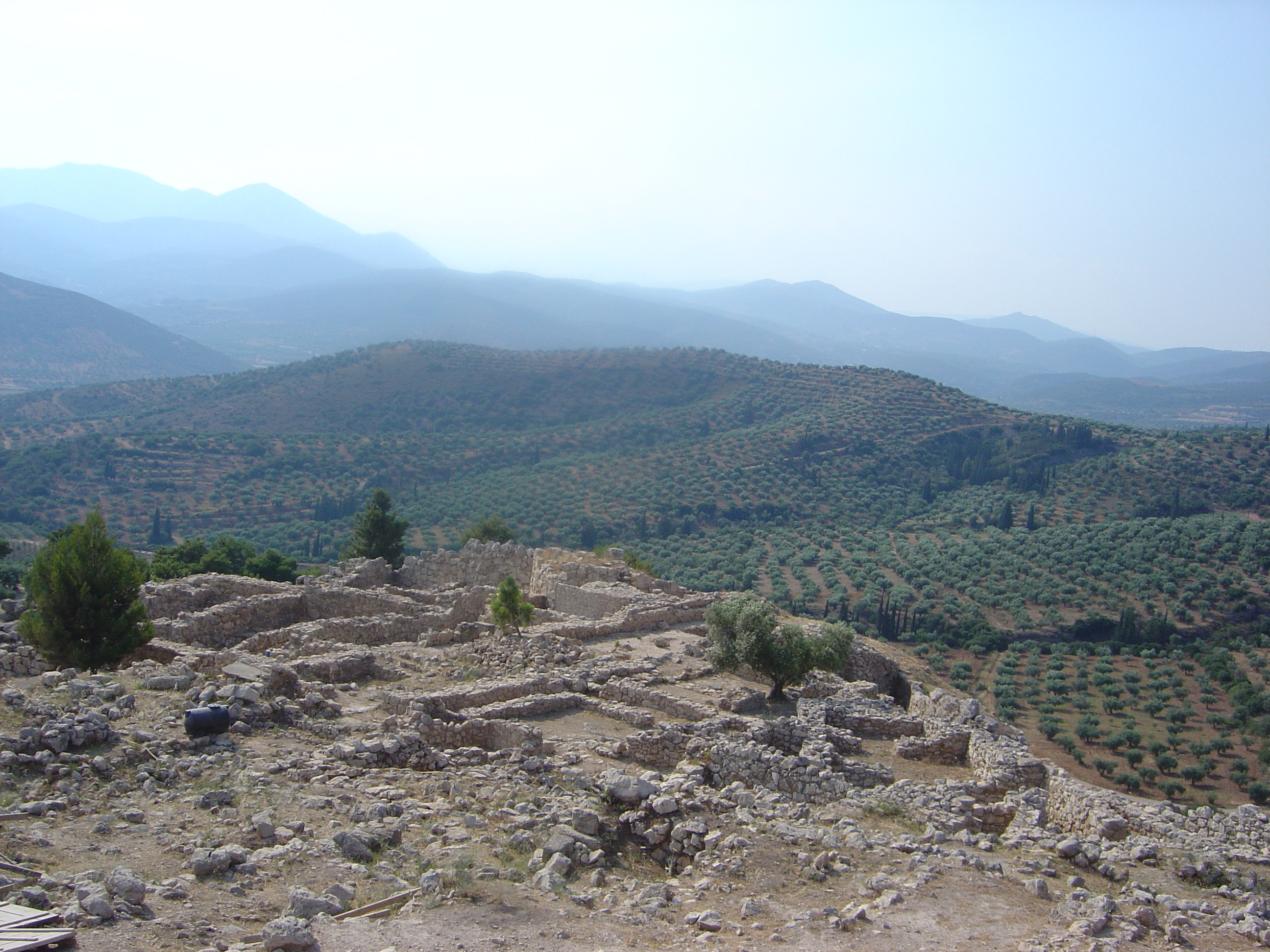
Vista da acrópole, na cidade alta

Durante a Idade do Bronze, o padrão na ocupação do espaço de Micenas era o de um monte fortificado rodeado de pequenos povoados rurais, em contraste com a densa urbanização da costa. Como Micenas era a capital de um estado que governou, ou dominou, grande parte do mundo mediterrânico oriental, os seus governantes terão colocado as suas fortalezas características em regiões mais remotas e menos povoadas devido ao seu valor defensivo. Já que existem poucos documentos datáveis nos sítios estudados (como o poderia ser um escaravelho egípcio, por exemplo) e como não há estudos de dendrocronologia efectuados sobre os vestígios encontrados, a cronologia da história de Micenas encontra-se muito dependente da cultura material do Período Heládico.

#### Heládico inicial
Pensa-se que, neste período, tal como o resto do território continental grego, Micenas tenha sido ocupada por povos de língua não Indo-europeus que praticavam a agricultura e a pecuária, de 3000 a.C. a 2000 a.C.
Há evidências arqueológicas de ocupação do sítio, de 3500 a 2100, ainda que deficientemente estratificados, tal como acontece para o período Neolítico.

#### Heládico médio
Acredita-se que a acrópole de Micenas tenha sido fortificada cerca de 1500 a.C, devido à presença de túmulos verticais datando deste período.Os primeiros sepultamentos em covas ou cistas começaram a oeste da acrópole cerca de 1800-1700 a.C. Neste período, a acrópole já estava cercada, pelo menos parcialmente, pela série mais antiga de muralhas. A respeito dos vestígios desta época, Emily Vermeule chegou a dizer que "nada há no mundo do Heládico Médio que nos prepare para o furioso esplendor dos túmulos verticais.".

#### Heládico Tardio I

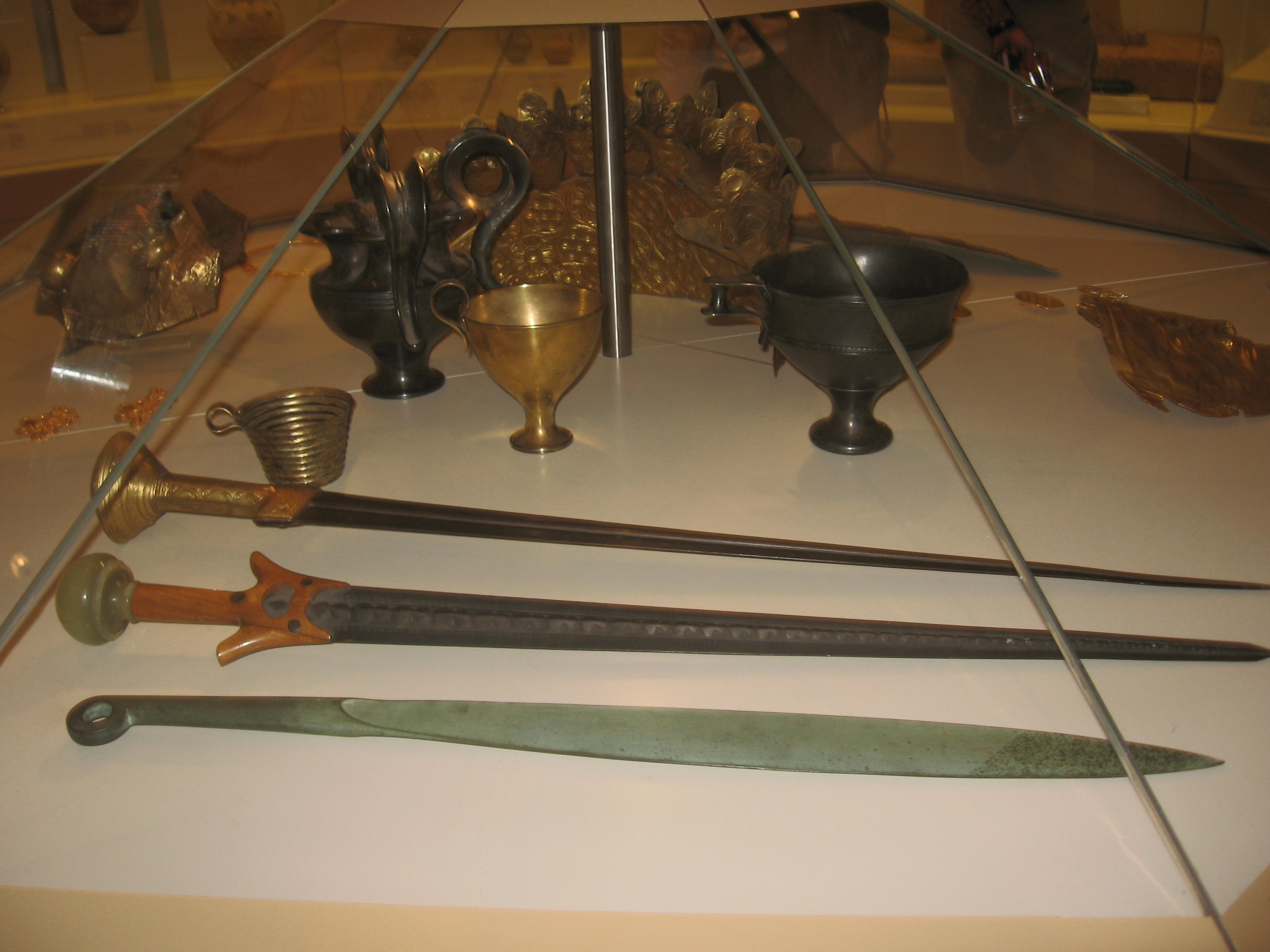
Espadas e vasos micénios

Escavado entre 1952 e 1954 por Papadimitriou e Mylonas, fora das muralhas, o círculo tumular B pertencente a um recinto funerário do século XVII ou XVI a.C. O conjunto é rodeado por paredes de pedra de junta seca, de vinte e oito metros de diâmetro, encerrando catorze grandes túmulos verticais, que se destinariam a membros da realeza, e doze túmulos menores em forma de cista. Alguns dos túmulos apresentavam estelas verticais, permanecendo no local original apenas cinco. As estelas relativas a túmulos masculinos apresentavam decorações em relevo, enquanto que os túmulos de mulheres eram marcados por estelas lisas. O facto de muitos dos túmulos terem sido encontrados inviolados permitiu estudar cerca de trinta e cinco restos mortais de homens, mulheres e crianças, podendo concluir-se que os homens, pelas injúrias evidenciadas nos ossos e pela sua massa muscular, pertenciam a um grupo eminentemente guerreiro.
O Círculo Tumular A, mais recente, apresentava um espólio ainda mais rico, incluindo máscaras mortuárias de eletro, um selo de ametista com a representação de uma figura masculina (túmulo Gama), e um cimbe (vaso alongado e raso) de cristal de rocha com forma de pato no túmulo Ómicron. O espólio tumular pertence à tradição do Heládico Médio, importado da Creta Minoica e das Cíclades.

#### Heládico Tardio II

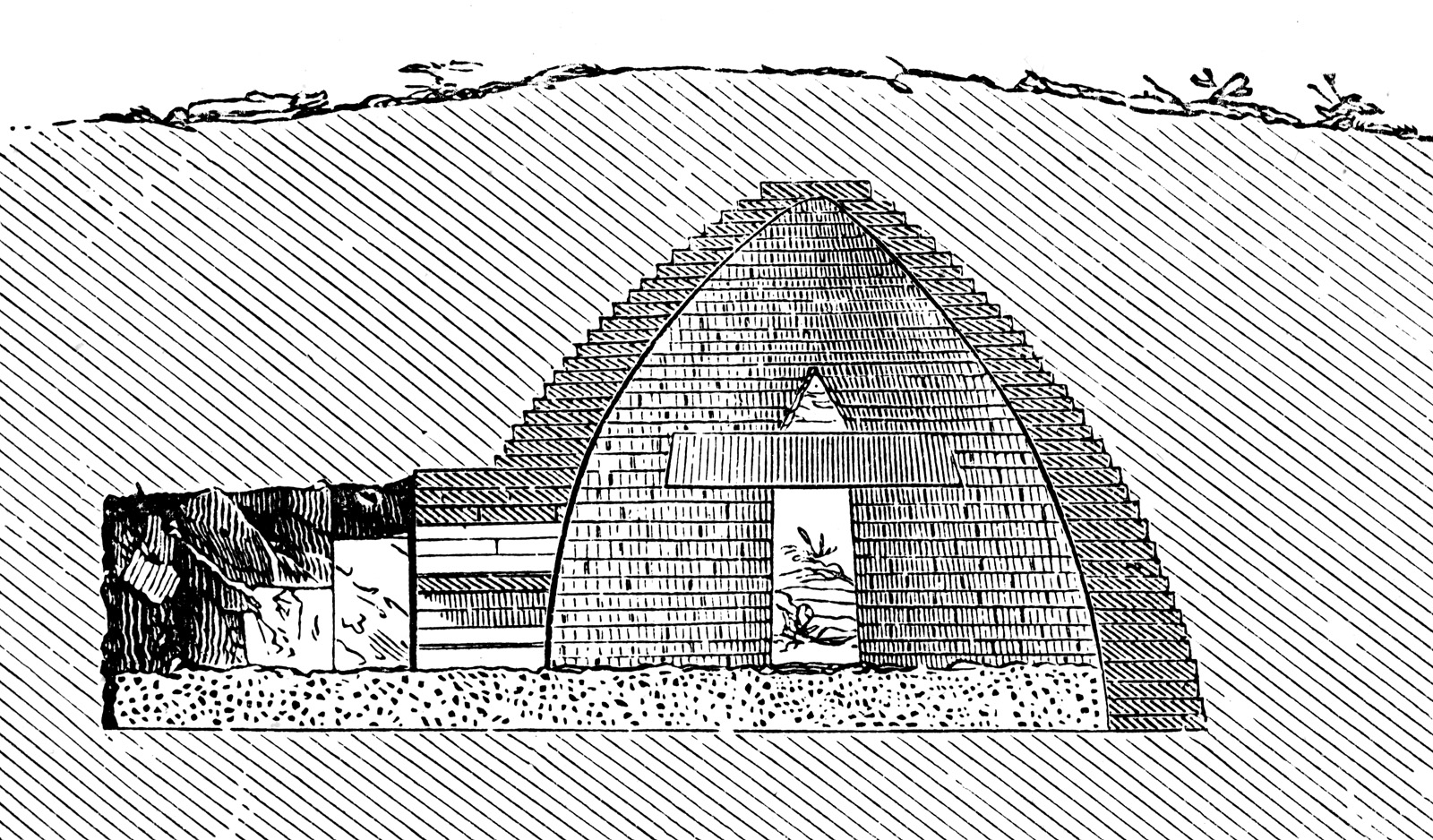
Corte do tolo vulgarmente conhecido como "Sala do Tesouro de Atreu"

Posteriormente, os micénios, abandonando a prática das inumações em túmulos verticais, passaram a construir enormes sepulturas circulares chamadas tolos, frequentemente construídas nos lados das colinas. Alan Wace categorizou os nove tolo de Micenas em três grupos, de acordo com as suas características arquiteturais e de engenharia. O primeiro grupo, que inclui o Túmulo Ciclópico, Epano Furno, e o Túmulo de Egisto datam do Heládico Tardio IIA enquanto as mais recentes datam do Heládico Tardio IIIB (o que corresponde ao período de cerca de 1525 a.C. a 1300/1275). O segundo grupo inclui Cato Furno, Panagia Tolo, e o Túmulo do Leão. O terceiro grupo é constituído pelo Túmulo de Clitemnestra, Túmulo dos Génios (ou Tolo Perfeito) e a Sala do Tesouro de Atreu, descoberta pelo arqueólogo alemão Heinrich Schliemann. Uma vez que esta tinha sido saqueada muito tempo antes, não foi considerada como túmulo por Schliemann. As suas proporções permitiram que Schliemann recebesse aí o imperador brasileiro Dom Pedro II, para almoçar no seu interior durante sua visita às escavações arqueológicas.

#### Heládico Tardio III
À data convencional de 1350 a.C., as fortificações da acrópole, e dos outros montes circundantes, foram reconstruídas num estilo que ficou conhecido como ciclópico devido aos blocos de pedra usados, de tão grandes dimensões que se julgou posteriormente só poderem ter sido manejadas pelos míticos gigantes de um só olho, conhecidos como Ciclopes. Dentro destas muralhas, grande parte das quais ainda é visível, foram construídos sucessivos palácios monumentais. O palácio final, cujos vestígios podem ser admirados actualmente na acrópole, datam do início do período LHIIIA:2. Terão existido palácios anteriores, mas ou foram destruídos ou serviram de base para a construção de outros.

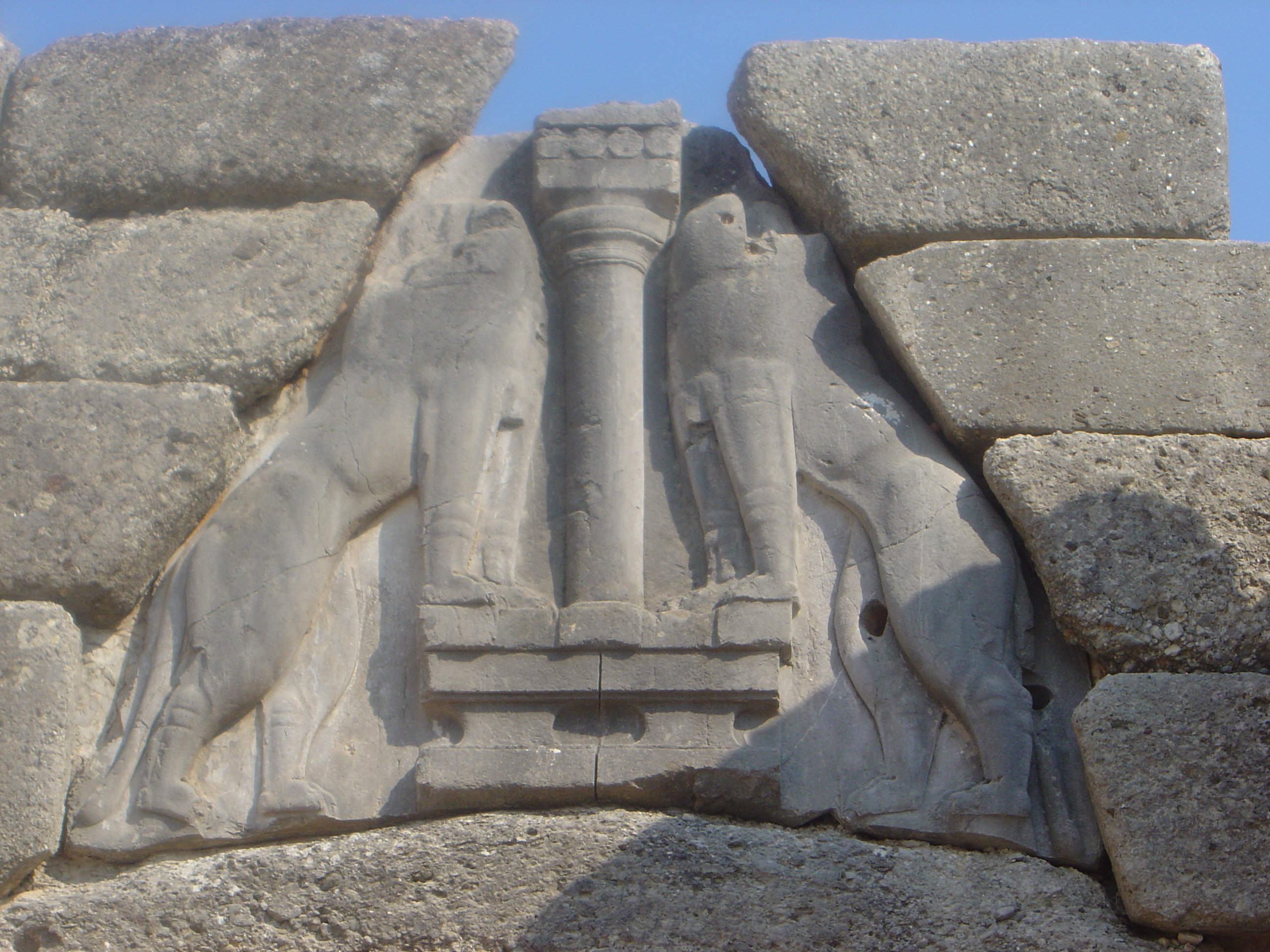
O Portal do Leão (detalhe)

Foram encontrados em torno do mar Egeu mais vestígios, geralmente apenas o chão, de palácios construídos com características arquitectónicas semelhantes, como a existência do mégaro, ou sala do trono, apresentando uma lareira central sob uma abertura no tecto, suportada por quatro colunas dispostas quadrangularmente à sua volta. O trono, contra o centro da parede ao lado da lareira, permitia uma visão desobstruída do governante a partir da entrada. AS paredes de gesso e o chão eram adornadas por frescos coloridos.
A construção mais conhecida de Micenas é o Portal do Leão, que foi erguido em aproximadamente 1250 a.C. Nesta época, Micenas provavelmente era uma cidade próspera, cujo poder político, militar e econômico se estendia até Creta, Pilos e até mesmo a Tebas e Atenas. Entretanto, em cerca de 1200 a.C, o poder de Micenas estava declinando; durante o século XII a.C., o domínio micênico entrou em colapso. Tradicionalmente, isto é atribuído a uma invasão dos dórios, gregos do norte, embora atualmente alguns historiadores duvidem que tal invasão tenha acontecido.
A lembrança do poder de Micenas se manteve nas mentes dos gregos durante os séculos seguintes, conhecidos como a Idade das Trevas. Os poemas épicos atribuídos pelos gregos de gerações posteriores a Homero, a Ilíada e a Odisseia, preservam memórias do período micênico. Os poemas de Homero apresentam o rei Agamemnon de Micenas como o líder máximo dos gregos na guerra de Troia.

### Período clássico
Durante o período clássico inicial, Micenas foi habitada novamente, embora jamais tivesse recuperado sua antiga importância. Micênios combateram em Termópilas e em Plateias durante as guerras Médicas. Entretanto, em 468 a.C, tropas de Argos capturam Micenas, venderam os habitantes como escravos e arrasaram a cidade. Argos aproveitou-se do momento que Esparta estava ocupada com a Terceira Guerra Messênia, após o Terremoto de Esparta em 464 a.C, e Micenas não podia contar com este aliado.
Durante os períodos helenístico e romano, as ruínas de Micenas eram uma atração turística, assim como são hoje. Uma pequena aldeia surgiu para atender aos negócios gerados pelos turistas. No entanto, o local foi abandonado no final do Império Romano.

## Arqueologia
As primeiras escavações em Micenas foram realizadas pelo arqueólogo grego Pittakis em 1841. Ele encontrou e restaurou o Portal do Leão. Em 1874, Schliemann chegou ao local e realizou uma escavação completa. Schliemann acreditava na verdade histórica nos poemas de Homero e interpretou suas descobertas segundo essa linha. Ele encontrou os antigos túmulos verticais com seus esqueletos reais e artefatos fúnebres espetaculares. Quando ele encontrou uma máscara mortuária de ouro em um dos túmulos, ele exclamou: "Contemplem o rosto de Agamenon!".
Desde a época de Schliemann, mais escavações científicas foram realizadas em Micenas, principalmente por arqueólogos gregos mas também pela Escola Britânica de Atenas. A acrópole foi escavada em 1902, e as colinas circundantes foram investigadas metodicamente por escavações subseqüentes.
Hoje, Micenas, um dos locais de fundação da civilização europeia, é um destino turístico popular, a apenas poucas horas de carro de Atenas. O local tem sido bem preservado e as grandes ruínas dos muros ciclópicos e dos palácios na acrópole ainda causam a admiração dos visitantes, particularmente quando é lembrado que eles foram erguidos mil anos antes dos monumentos da Grécia Clássica.
- Commons